# Boksning under sommer-OL 1924
Boksning ved Sommer-OL 1924 blev afviklet i dagene 15. – 20. juni 1924 på Vélodrome d’Hiver i Paris. Der deltog 182 boksere fra 27 nationer, der boksede fordelt på de 8 klassiske vægtklasser. 
Fra Danmark deltog i alt 8 boksere; Hans Nielsen og C. Petersen, begge i letvægt, Harald Nielsen og A. Petersen, begge i weltervægt, C. Lindberg og Thyge Petersen i letsværvægt og Robert Larsen og Søren Petersen, begge i sværvægt. Hans Nielsen vandt guld, Thyge Petersen og Søren Petersen vandt sølv, og Danmark blev derved den tredjebedste nation ved den olympiske bokseturnering. 

## Medaljetagere
| Vægtklasse  | Guld             | Sølv              | Bronze               |
| Fluevægt    | Fidel La Barba   | James McKenzie    | Raymond Fee          |
| Bantamvægt  | William H. Smith | Salvatore Tripoli | Jean Ces             |
| Fjervægt    | Jackie Fields    | Joseph Salas      | Pedro Quartucci      |
| Letvægt     | Hans Nielsen     | Alfredo Copello   | Frederick Boylstein  |
| Weltervægt  | Jean DeLarge     | Héctor Méndez     | Douglas Lewis        |
| Mellemvægt  | Harry Mallin     | John Elliott      | Joseph Jules Beecken |
| Letsværvægt | Harry Mitchell   | Thyge Petersen    | Sverre Sørsdal       |
| Sværvægt    | Otto von Porat   | Søren Petersen    | Alfredo Porzio       |

## Danske deltagere
| Vægtklasse  | Navn                                                   |
| Fluevægt    | Ingen dansk deltagere                                  |
| Bantamvægt  | Ingen dansk deltagere                                  |
| Fjervægt    | Ingen dansk deltagere                                  |
| Letvægt     | Hans Nielsen Guld Charles Petersen 1/8 finale          |
| Weltervægt  | Andreas Petersen 1/8 finale Harald Nielsen 1/16 finale |
| Mellemvægt  | Ingen dansk deltagere                                  |
| Letsværvægt | Thyge Petersen Sølv Carl Lindberg 1/8 finale           |
| Sværvægt    | Søren Petersen Sølv Robert Larsen 1/4 finale           |

## Deltagere fra land
| Argentina 10 | Grækenland 1  | Schweiz 7         |
| Australien 3 | Irland 7      | Spanien 7         |
| Belgien 10   | Italien 16    | Storbritannien 16 |
| Canada 9     | Letland 2     | Sverige 5         |
| Chile 4      | Luxembourg 6  | Sydafrika 4       |
| Danmark 8    | Holland 9     | Ungarn 1          |
| Egypten 1    | New Zealand 1 | Uruguay 5         |
| Estland 1    | Norge 9       | USA 16            |
| Frankrig 16  | Polen 5       | Østrig 3          |

## Medaljer efter land
| Medaljer ved sommer-OL 1924 pr. land | Medaljer ved sommer-OL 1924 pr. land | Medaljer ved sommer-OL 1924 pr. land | Medaljer ved sommer-OL 1924 pr. land | Medaljer ved sommer-OL 1924 pr. land | Medaljer ved sommer-OL 1924 pr. land |
| ------------------------------------ | ------------------------------------ | ------------------------------------ | ------------------------------------ | ------------------------------------ | ------------------------------------ |
| Nr.                                  | Land                                 | 1                                    | 2                                    | 3                                    | Total                                |
| 1                                    | USA                                  | 2                                    | 2                                    | 2                                    | 6                                    |
| 2                                    | Storbritannien                       | 2                                    | 2                                    | 0                                    | 4                                    |
| 3                                    | Danmark                              | 1                                    | 2                                    | 0                                    | 3                                    |
| 4                                    | Belgien                              | 1                                    | 0                                    | 1                                    | 2                                    |
| 4                                    | Norge                                | 1                                    | 0                                    | 1                                    | 2                                    |
| 6                                    | Sydafrika                            | 1                                    | 0                                    | 0                                    | 1                                    |
| 7                                    | Argentina                            | 0                                    | 2                                    | 2                                    | 4                                    |
| 8                                    | Canada                               | 0                                    | 0                                    | 1                                    | 1                                    |
| 8                                    | Frankrig                             | 0                                    | 0                                    | 1                                    | 1                                    |